# Sophie Cattani
Pour les articles homonymes, voir Cattani.
Sophie Cattani est une actrice française.

## Biographie
Formée à l’ENSATT de Lyon ainsi qu'à la l'Université du Middlesex de Londres, Sophie Cattani commence sa carrière de comédienne sur les planches où elle collabore notamment avec le metteur en scène et acteur Michel Raskine. Passionnée, elle crée même sa propre compagnie qu'elle nomme Ildi Eldi. Après une première apparition à la télévision en 2001 dans Mère de toxico (TV) de Lucas Belvaux, c'est ce dernier qui lui offre son premier rôle au cinéma l'année suivante dans Après la vie, emmené par Gilbert Melki, Dominique Blanc et Catherine Frot.
Dès lors, la comédienne s'illustre par le biais de seconds rôles dans plusieurs comédies, comme Rire et Châtiment (2003) d'Isabelle Doval, La vie de Michel Muller est plus belle que la vôtre (2005) de Michel Muller, La Jungle (2006) de Matthieu Delaporte, ainsi que Jean-Philippe (id.) de Laurent Tuel. Malgré son attrait pour le grand écran, Sophie Cattani n'abandonne pas sa carrière théâtrale pour autant. Alternant les rôles entre le cinéma, la télévision et le théâtre, elle retrouve notamment Dominique Pinon et Philippe Duclos pour la pièce Le Roi Lear de William Shakespeare, avant d’apparaître à la télévision au sein de la série policière PJ (2006).
Elle participe aussi à plusieurs courts métrages. Ainsi, on la retrouve dans L'Envie des autres de Miren Pradier (2007), Tel père, telle fille de Sylvie Ballyot (2007), Dora de Sergio Basso (2007), L'Échappée Belle de François Tessier (2009), Même si le ciel n'existe pas de Cécile Chaspoul (2010) et 13 minutes 44 de Colas et Mathias Rifkiss (2010).
Son retour dans les salles obscures, Sophie Cattani l'effectue en 2008 en se glissant dans la peau de personnages plus tourmentés comme celui de Sylvia dans le premier thriller de Cédric Anger, intitulé Le Tueur et dans lequel elle retrouve Gilbert Melki, ou encore celui d'une mère renouant les liens avec son fils abandonné seize ans plus tôt dans Je suis heureux que ma mère soit vivante (2009) de Claude et Nathan Miller. Un statut familial qu'elle retrouve dans les très encensés Tomboy et Polisse en 2011 (elle joue la mère toxicomane qui vole son enfant), avant d'endosser son premier rôle principal en allant Chercher le garçon (2012).

## Filmographie

### Cinéma
- 2002 : Après la vie de Lucas Belvaux : la fille stup
- 2003 : Rire et châtiment de Isabelle Doval : patiente Vincent
- 2005 : La Vie de Michel Muller est plus belle que la vôtre de Michel Muller: Elisa
- 2006 : Jean-Philippe de Laurent Tuel : Jennifer
- 2006 : Selon Charlie de Nicole Garcia : Séverine
- 2006 : La Jungle de Matthieu Delaporte : Christine Moretti
- 2007 : L'Envie des autres de Miren Pradier (court métrage) : Camille l'avocate
- 2007 : Tel père telle fille de Sylvie Ballyot (court métrage) : Céline
- 2007 : Dora de Sergio Basso (court métrage) : Ester
- 2007 : Le Tueur de Cédric Anger : Sylvia
- 2009 : L'Échappée belle de François Tessier (court métrage)
- 2009 : Quelque chose à te dire de Cécile Telerman : Annabelle Celliers
- 2009 : Je suis heureux que ma mère soit vivante de Claude Miller et Nathan Miller : Julie Martino
- 2010 : Une petite zone de turbulences d'Alfred Lot : l'infirmière
- 2010 : Même si le ciel n'existe pas de Cécile Chaspoul (court métrage) : Alice
- 2010 : 13 minutes 44 de Colas et Mathias Rifkiss (court métrage) : Sonia
- 2011 : Tomboy de Céline Sciamma : la mère de Laure / Mickaël
- 2011 : Polisse de Maïwenn : la mère qui a volé son bébé
- 2012 : Chercher le garçon de Dorothée Sebbagh : Émilie
- 2012 : Augustine d'Alice Winocour : Blanche
- 2012 : Heavy Sentimental de Laura Ballarin (court métrage) :
- 2013 : Vandal d'Hélier Cisterne : Laure
- 2014 : L'Ex de ma vie de Dorothée Sebbagh : Barbara
- 2014 : Un illustre inconnu de Mathieu Delaporte : Marion
- 2015 : Le Grand Jeu de Nicolas Pariser : Caroline
- 2015 : Pointe noire de Ludovic Vieuille (court métrage) : Aline
- 2019 : Exfiltrés d'Emmanuel Hamon : Camille
- 2020 : La Terre des hommes de Naël Marandin : Géraldine Rousseau
- 2021 : Playlist de Nine Antico : la gynécologue
- 2021 : Malmousque de Dorothée Sebbagh (court métrage) : Élina
- 2022 : Novembre de Cédric Jimenez : Sarah
- 2022 : Reprise en main de Gilles Perret : Isabelle
- 2024 : La Vallée des fous de Xavier Beauvois : Delphine
- 2025 : Ari de Léonor Serraille

### Télévision
- 2001 : Mère de toxico de Lucas Belvaux (téléfilm) : une policière
- 2004 : Les Montana, épisode Dérapage de Benoît d'Aubert (série télévisée) : Marie
- 2006 : PJ, épisode Retrouvailles de Christian François (série télévisée) : Trina
- 2007 : Commissaire Cordier, épisode Rédemption de Gilles Béhat (série télévisée) : Marianne
- 2009 : Suite noire, épisode La Reine des connes de Guillaume Nicloux (série télévisée): Sandra
- 2009 : Le Commissariat de Michel Andrieu (téléfilm)
- 2010 : Celle que j'attendais de Bernard Stora (téléfilm) : Cathie
- 2016 : Capitaine Marleau, épisode Le Domaine des sœurs Meyer de Josée Dayan (série télévisée) : Claire Meyer
- 2016 : Les Petits meurtres d'Agatha Christie, saison 2, épisode 15 La Mystérieuse affaire de styles d'Eric Woreth (série télévisée) : Eve Constantin
- 2016 : Emma, épisode Question de confiance d'Alfred Lot (série télévisée) : Sophie Lachenal
- 2018 : Nox de Mabrouk El Mechri, saison 1 (série télévisée) : Elsa
- 2019 : Moi, grosse de Murielle Magellan (téléfilm) : la mère Kebab
- 2019 : Le Voyageur, épisode La Permission de minuit de Stéphanie Murat (série télévisée) : Claire Massin
- 2021 : En thérapie, épisodes Camille 23 et 28 réalisés par Pierre Salvadori : la mère de Camille
- 2021 : Gloria de Julien Colonna : Sarah
- 2021 : Mise à nu de Didier Bivel : Babette
- 2022 : Visions d'Akim Isker : Laëtitia
- 2022 : Vise le cœur de Vincent Jamain : Alexandra Kovalski
- 2022 : Toutouyoutou de Géraldine De Margerie et Maxime Donzel : Mapi
- 2023 : BRI, série télévisée de Jérémie Guez : commissaire Hélène Martinez
- 2023 : Tout cela je te le donnerai, mini-série de Nicolas Guicheteau : Ophélie Weiss
- 2023 : Droit de regard de Julie Manoukian : Maître Stael
- 2025 : Des vivants de Jean-Xavier de Lestrade : Christine